# Peter Zhelder
Peter Zhelder Due (* 25. September 1959 in Frederiksberg) ist ein dänischer Schauspieler und Synchronsprecher.

## Leben und Wirken
Peter Zhelder wuchs in Frederiksberg auf.
Er absolvierte seine Schauspielausbildung von 1983 bis 1987 an der Staatlichen Theaterschule in Kopenhagen. Er stand danach in zahlreichen Theaterstücken auf der Bühne, so unter anderem auch am Odense Teater, am Aarhus Teater oder am Königlichen Theater Kopenhagen, wo er bis 1999 als festes Ensemblemitglied engagiert war. Seit 1987 steht er als Schauspieler vor der Kamera und wirkte bislang in mehreren Filmen und Fernsehserien mit.
Zhelder ist seit Anfang der 1990er-Jahre umfangreich als Synchronsprecher aktiv. Er synchronisierte zahlreiche Figuren in verschiedenen Zeichentrickfilmen und Animationsfilmen wie beispielsweise Tarzan, Aladdin, Asterix, Hercules, Toy Story, Ice Age, Angry Birds, Die Olsenbande auf hoher See oder Chief Wiggum in Die Simpsons – Der Film. Er war zudem einige Jahre lang die dänische Stimme von Thaddäus Tentakel in der Zeichentrickserie SpongeBob Schwammkopf.

## Filmografie
- 1989: Dansen med Regitze
- 1996–1997: Bryggeren (Fernsehserie)
- 1998: Karrusel
- 2000: Edderkoppen (Fernsehserie)
- 2000–2002: Hotellet (Fernsehserie)
- 2004–2006: Ørnen (Fernsehserie)
- 2008: Der verlorene Schatz der Tempelritter 3 – Das Geheimnis der Schlangenkrone
- 2009: Storm
- 2010: Hund og kat imellem – Kitty Galores hævn
- 2011: Carmen og Colombo (Fernsehserie)

## Auszeichnungen für Musikverkäufe
| Goldene Schallplatte - Dänemark - 2024: für das Lied Jeg bli’r meget snart majestæt |

| Land/RegionAuszeichnungen für Musikverkäufe (Land/Region, Auszeichnungen, Verkäufe, Quellen) | Gold  | Platin | Verkäufe | Quellen |
| -------------------------------------------------------------------------------------------- | ----- | ------ | -------- | ------- |
| Dänemark (IFPI)                                                                              | Gold1 | —      | 45.000   | ifpi.dk |
| Insgesamt                                                                                    | Gold1 | —      |          |         |